# Close Encounters of the Third Kind

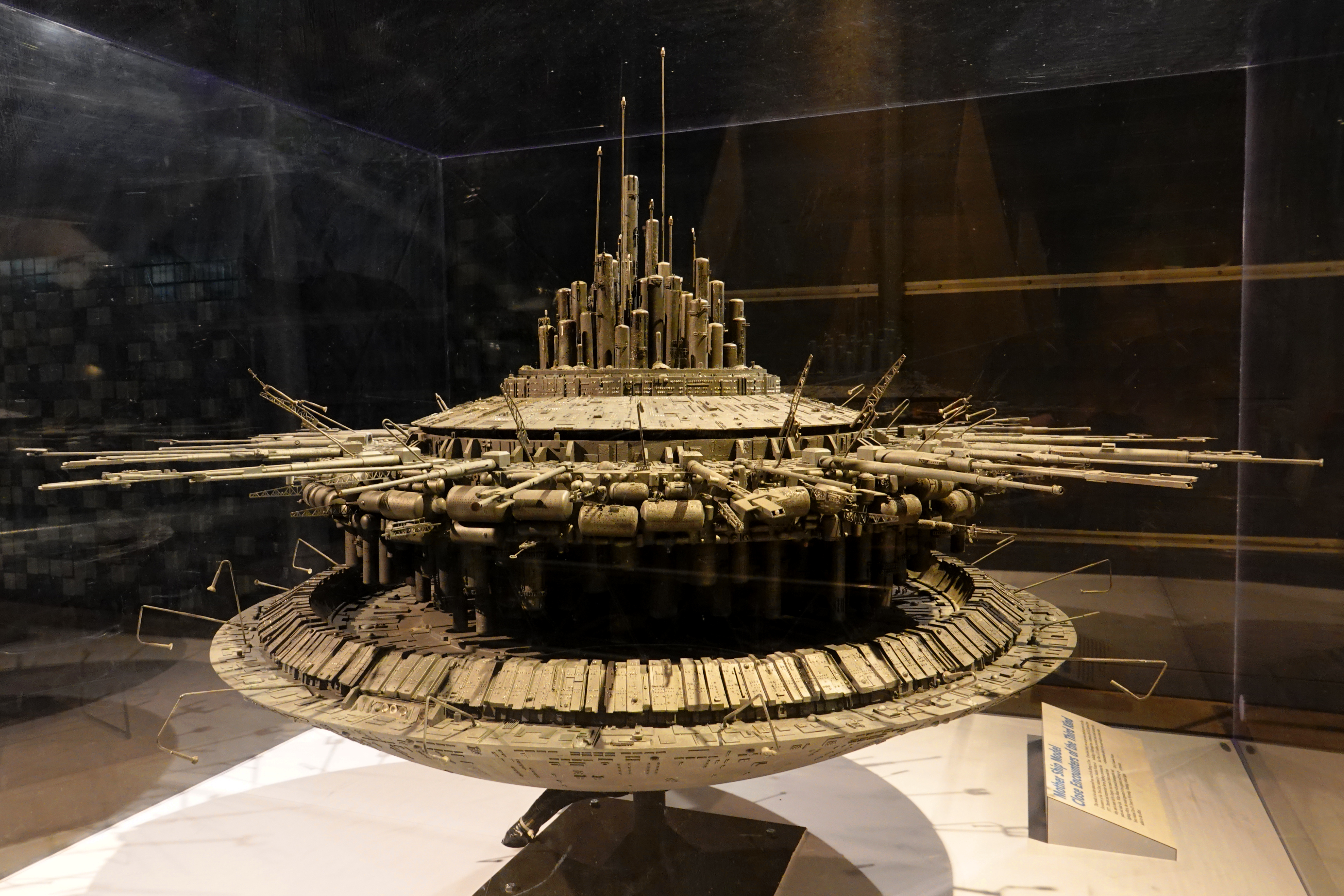
Model van het ruimteschip dat vlak naast Devils Tower landde.

Close Encounters of the Third Kind is een Amerikaanse sciencefictionfilm uit 1977 geregisseerd en geschreven door Steven Spielberg. De film draagt ook wel de titel Close Encounters of the Third Kind: Special Edition (de heruitgave uit 1980 waarin het moederschip van binnen te zien is) en de werktitels The Close Encounter of the Third Kind en Watch the Skies.
Close Encounters of the Third Kind werd genomineerd voor acht Academy Awards, waarvan het die voor beste cinematografie won en Frank E. Warner daarnaast een Special Achievement Award kreeg voor de geluidseffectbewerking. Daarnaast won de film elf andere prijzen, waaronder een Grammy Award voor de filmmuziek van John Williams, een BAFTA Award voor beste productieontwerp en Saturn Awards voor beste scenario, beste regie en beste muziek.
Close Encounters of the Third Kind werd in 2007 opgenomen in de National Film Registry.

## Verhaal
In de Sonorawoestijn ontdekken de Franse wetenschapper Claude Lacombe en zijn Amerikaanse tolk, de cartograaf David Laughlin en andere onderzoekers een groep Grumman TBM Avengers die van de ene op de andere dag tevoorschijn zijn gekomen. De vliegtuigen worden geïdentificeerd als Flight 19, een trainingsvlucht die kort na de Tweede Wereldoorlog vermist raakte in de Bermudadriehoek. De vliegtuigen zijn in perfecte staat, maar de bemanning is nergens te bekennen. Een bejaarde getuige die in de buurt woont, bedekt met zonnebrand, beweert dat "de zon 's nachts tevoorschijn kwam en voor hem zong". De onderzoekers zijn eveneens verbijsterd om de SS Cotopaxi, een schip dat ook eerder was verdwenen in de Bermudadriehoek, volledig intact en zonder bemanning terug te vinden in het midden van de Gobiwoestijn.
In het Indianapolis Air Route Traffic Control Center kijken luchtverkeersleiders toe hoe twee vluchten van luchtvaartmaatschappijen een botsing in de lucht met een ongeïdentificeerd vliegend object (UFO) ternauwernood weten te vermijden. Desgevraagd geeft geen van beide bemanningen te kennen een UFO-rapport te willen ondertekenen.
In Muncie, Indiana, wordt de driejarige Barry Guiler wakker en ontdekt dat zijn speelgoed zelfstandig werkt. Hij begint iets buiten te volgen waardoor zijn moeder, Jillian, hem achterna gaat. Grootschalige stroomstoringen beginnen het gebied te teisteren, waardoor elektricien Roy Neary op onderzoek moet gaan van zijn baas. Terwijl hij zich probeert te oriënteren op de weg, beleeft Roy een ontmoeting met een UFO, en wanneer deze over zijn truck vliegt, verbrandt de zijkant van zijn gezicht lichtjes door de neerwaartse intense lichtstraal van de UFO. Roy ontvangt op dat moment enkele flitsen van een door de UFO overgebracht visioen van een bergachtige vorm. De UFO stijgt met drie andere UFO's op, terwijl Roy en drie politieauto's de achtervolging inzetten. Het ruimtevaartuig vliegt de nachtelijke hemel in, maar de metafysische ervaring laat Roy gebiologeerd achter. Hij raakt gefascineerd door UFO's tot ongenoegen van zijn vrouw, Ronnie, en is geobsedeerd door subliminale beelden van een bergachtige vorm, waar hij vaak modellen van maakt. Jillian raakt ondertussen ook geobsedeerd en schetst het unieke bergbeeld. Kort daarna wordt ze in haar huis geterroriseerd door een UFO die uit de wolken neerdaalt. Ze verzet zich tegen de pogingen van de UFO en onzichtbare wezens (die enkele elektrische voorwerpen van het huis beginnen te activeren) om het huis binnen te komen, maar in de chaos wordt Barry (die blij reageert op de inbraak) ontvoerd.
Lacombe en Laughlin gaan - samen met een groep experts van de Verenigde Naties - door met het onderzoeken van toenemende UFO-activiteit en vreemde, gerelateerde gebeurtenissen. Getuigen in Dharamsala melden dat de UFO's kenmerkende geluiden maken: een vijftonige muzikale frase in een majeur toonladder (G, A, F, F minus 1 octaaf, C.). Wetenschappers zenden de zin uit naar de ruimte, maar zijn verbijsterd door de reactie: een schijnbaar betekenisloze reeks getallen (104 44 30 40 36 10) die keer op keer wordt herhaald als radiopulsen totdat Laughlin, met zijn achtergrond in de cartografie, de cijfercombinatie herkent als geografische coördinaten, die wijzen naar Devils Tower bij Moorcroft, Wyoming. Lacombe en het Amerikaanse leger komen samen in Wyoming. Het Amerikaanse leger evacueert het gebied en verspreidt valse berichten in de media dat een treinwrak een giftig zenuwgas heeft gelekt na een crash, terwijl het ondertussen een geheime landingszone voorbereidt voor de UFO's en hun inzittenden.
Ondertussen wordt Roy steeds grilliger, waardoor Ronnie hem in de steek laat en hun drie kinderen meeneemt. Wanneer een nieuwsprogramma over de treincrash bij Devils Tower op televisie wordt uitgezonden, zien Roy en Jillian dezelfde uitzending, zich realiserend dat het dezelfde berg is die ze hebben gezien en in hun geheugen was geprent. Ze gaan, samen met andere reizigers die dezelfde visioenen meemaakten, op weg naar Devils Tower, ondanks de openbare waarschuwingen over zenuwgas.
Terwijl de meeste reizigers worden aangehouden door het leger, blijven Roy en Jillian volharden en bereiken ze de plek net wanneer de UFO's aan de nachtelijke hemel verschijnen. De regeringsspecialisten ter plaatse beginnen te communiceren met de UFO's, die geleidelijk met tientallen verschijnen, door gebruik te maken van licht en geluid op een groot elektrisch reclamebord, via een ARP 2500-synthesizer. Hierna landt een enorm moederschip op de locatie, waardoor de vermiste piloten uit de Tweede Wereldoorlog en de Cotopaxi-schippers worden vrijgelaten, evenals meer dan een dozijn andere ontvoerden, van lang vermiste volwassenen tot kinderen (en zelfs een paar dieren), allemaal uit verschillende tijdperken en die allemaal vreemd genoeg niet verouderd zijn sinds hun ontvoering. Barry keert ook terug en herenigt zich met een opgeluchte Jillian. De regeringsfunctionarissen besluiten Roy op te nemen in een groep mensen die ze hadden uitgekozen als potentiële bezoekers van het moederschip en bereiden hem haastig voor.
Als de buitenaardse wezens eindelijk uit het moederschip tevoorschijn komen, selecteren ze Roy om met hen mee te reizen. Als Roy het moederschip betreedt, pauzeert een van de buitenaardsen even bij de mensen. Lacombe gebruikt Curwen-handtekens die overeenkomen met de buitenaardse tonale frase van vijf noten. Het wezen antwoordt met dezelfde gebaren, glimlacht en keert terug naar zijn schip, dat de ruimte ingaat om naar hun thuisplaneet te reizen.

## Rolverdeling
| Acteur               | Personage                |
| -------------------- | ------------------------ |
| Richard Dreyfuss     | Roy Neary                |
| François Truffaut    | Claude Lacombe           |
| Teri Garr            | Ronnie Neary             |
| Melinda Dillon       | Jillian Guiler           |
| Bob Balaban          | David Laughlin           |
| J. Patrick McNamara  | Projectleider            |
| Warren J. Kemmerling | Majoor "Wild Bill" Walsh |
| Roberts Blossom      | Landbouwer               |
| Philip Dodds         | Jean Claude              |
| Cary Guffey          | Barry Guiler             |
| Shawn Bishop         | Brad Neary               |
| Justin Dreyfuss      | Toby Neary               |
| Adrienne Campbell    | Sylvia Neary             |
| Lance Henriksen      | Robert                   |
| Merrill Connally     | Teamleider               |
| George DiCenzo       | Majoor Benchley          |
| Gene Dynarski        | Ike                      |
| Josef Sommer         | Larry Butler             |
| Carl Weathers        | Harry                    |
| J. Allen Hynek       | Zichzelf                 |

## Achtergrond

### Analyse
- Sciencefictionfilms waren tot aan 2001: A Space Odyssey voornamelijk kleinere producties geweest. Deze film en Star Wars bereidden de weg voor Close Encounters, wat een grote film was met veel production value en dure visuele effecten  van Douglas Trumbull (van onder meer Blade Runner en 2001: A Space Odyssey).
- De buitenaardsen blijken in de film uiteindelijk vriendelijk, terwijl het de conventie was om aliens als vijandigen te portretteren.
- Wetenschappers hebben in de film de leiding, niet militairen. Dit aspect maakte CE3K anders dan veel sciencefictionfilms.

### Ontwikkeling
Het idee voor de film ontstond al toen Steven Spielberg in zijn jeugd samen met zijn vader een meteorietenregen zag. Als tiener maakte Spielberg de film Firelight. Veel scènes uit Firelight zouden later door hem worden hergebruikt in Close Encounters. In 1970 schreef Spielberg een kortverhaal getiteld Experiences, over een lichtshow die door een groep tieners op een avond wordt waargenomen in de lucht. Eind 1973, toen de productie voor The Sugarland Express werd afgerond, maakte Spielberg een deal met Columbia Pictures voor een sciencefictionfilm. 20th Century Fox had het idee reeds afgekeurd. Julia en Michael Phillips tekenden als producers.
Aanvankelijk wilde Spielberg een documentaire of low budget-film maken over mensen die in UFO’s geloven. Hij gaf het project de werktitel Watch the Skies, vernoemd naar een citaat uit The Thing from Another World. Hij stelde het idee voor aan Willard Huyck en Gloria Katz. Katz vond het echter een van de slechtste ideeën die ze ooit had gehoord. Spielberg huurde daarom Paul Schrader in om een nieuw scenario te schrijven. Het project werd op de lange baan geschoven toen Spielberg eerst de regie van Jaws op zich nam.
Toen Jaws een groot succes werd, kreeg Spielberg van Columbia meer vrijheid voor het maken van zijn sciencefictionfilm. Schrader had ondertussen het scenario voltooid, maar Spielberg keurde het af. Het scenario droeg de titel Kingdom Come. De protagonist was een 45-jarige luchtmachtcommandant die op een dag een UFO ontmoet en daarna 15 jaar lang probeert contact te zoeken met de buitenaardse wezens. John Hill werd ingehuurd om het verhaal te herschrijven. Ook zijn scenario werd door Spielberg afgekeurd, daar het te veel een James Bond-film zou zijn geworden.
Hal Barwood en Matthew Robbins stelden Spielberg voor de plot te laten draaien om de ontvoering van een kind. Spielberg schreef zelf een scenario rondom dit idee. Hij liet zich onder andere inspireren door het lied When You Wish upon a Star uit de Disneyfilm Pinocchio. Voor de afronding van het scenario werd hij geholpen door Jerry Belson. Dit scenario kreeg tevens de definitieve titel Close Encounters of the Third Kind. J. Allen Hynek, die met de United States Air Force had gewerkt aan Project Blue Book, werd ingehuurd als adviseur.

### Productie

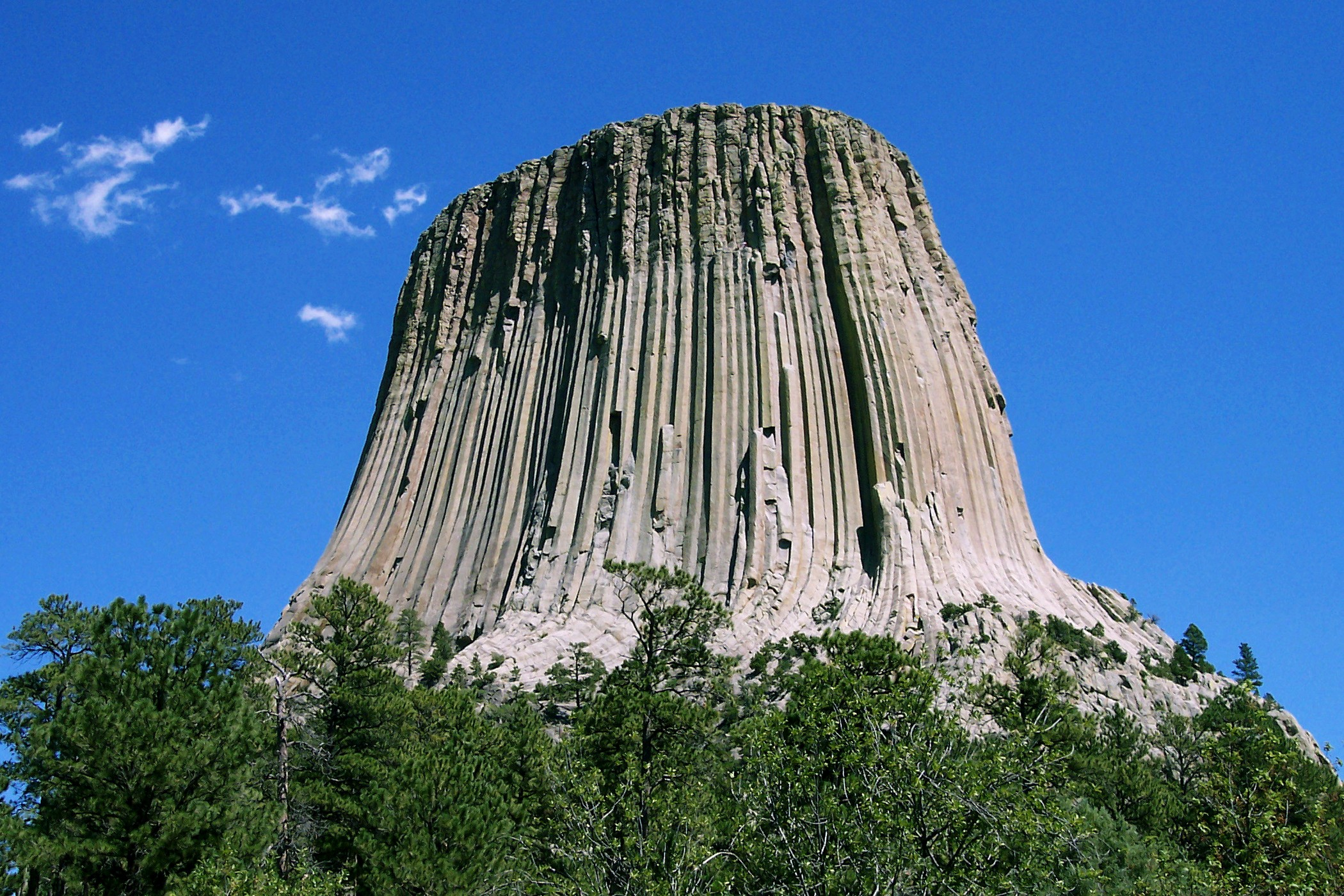
Devils Tower in Wyoming was een van de filmlocaties.

Op 16 mei 1976 werd begonnen met proefopnames. Spielberg wilde de film het liefst geheel opnemen in een studio vanwege zijn negatieve ervaringen met opnames op locatie tijdens de productie van Jaws. Uiteindelijk stemde hij toch toe op locatie te filmen. De opnames vonden plaats in Burbank, Devils Tower, twee verlaten hangars uit de Tweede Wereldoorlog op de voormalige Brookley Air Force Base, en het treindepot in Bay Minette. Het huis waaruit Barry wordt ontvoerd bevindt zich in werkelijkheid net buiten het plaatsje Fairhope, Alabama.
De opnames werden gehinderd door meerdere technische en budgettaire problemen. Spielberg vond de opnames nog erger dan die van Jaws. Spielberg had gehoopt op een budget van 2,7 miljoen dollar, maar de kosten liepen op tot 19,4 miljoen. Het Atlantisch orkaanseizoen van 1976 zorgde voor tropische stormen in Alabama, waardoor de opnames vertraagd werden. Ten slotte bleef Spielberg zaken veranderen aan het scenario, waardoor opnames geregeld over moesten.
Douglas Trumbull was verantwoordelijk voor de visuele effecten in de film, terwijl Carlo Rambaldi de buitenaardse wezens ontwierp. Trumbull’s werk hielp de motion control-technieken zoals die destijds beschikbaar waren voor films te verbeteren. Het buitenaardse schip werd ontworpen door Ralph McQuarrie en gebouwd door Greg Jein. Het uiterlijk van het schip was gebaseerd op een olieraffinaderij die Spielberg op een nacht in India had gezien. De visuele effecten werden gefilmd op 70mm-film om beter aan te sluiten op de 35mm-film voor de overige opnames. Er werd ook geëxperimenteerd met computeranimatie, maar omdat dit nog een nieuwe techniek was in de jaren 70 was Spielberg van mening dat gebruik hiervan de productie te duur zou maken. Voor de buitenaardse wezens werd een combinatie van acteurs en poppen gebruikt.
Het personeel van de basis vlak naast Devils Tower draagt witte overalls met het logo van Rockwell International op hun ruggen. Spielberg had voor dit logo, dat door Saul Bass ontworpen was voor Rockwell, gekozen omdat het in zekere zin en op een eenvoudige symbolische manier de berg voorstelt waar de basis zich bevindt.
Het gehelmde groene personage Marvin the Martian is te zien in een cartoon op televisie tijdens het ontwaken van Roy Neary naast een door hem gemaakte verkleinde replica van een bergachtige massa.
In Roy Neary's hobbykamer, die tal van astronomische en ufologische documentatie tentoon stelt, is onder meer de donkerblauwe sterrenkaart van de National Geographic Society te zien (de noordelijke en zuidelijke hemisferen met daaronder de sterrenbeelden van de Dierenriem).
Tijdens de scenes rond de gebeurtenissen aan Devils Tower is in de nachtelijke sterrenhemel de Big Dipper te zien, de gekende steelpan van het sterrenbeeld Grote Beer. Zeven niet geidentificeerde vliegende voorwerpen beelden dit asterisme uit, tot grote vreugde van het personeel van Rockwell International dat in de basis naast de berg de komst van de vliegende voorwerpen aan het afwachten is.
Close Encounters was de eerste samenwerking tussen Spielberg en filmeditor Michael Kahn.

### Muziek
De filmmuziek werd gecomponeerd door John Williams, die eerder een Academy Award had gewonnen voor zijn werk aan Spielbergs Jaws. Net als zijn muziek voor Jaws is ook zijn muziek voor Close Encounters sindsdien een onderdeel van de popcultuur geworden.
Het album bevat de volgende nummers:
1. Main Title and Mountain Visions
2. Nocturnal Pursuit
3. The Abduction of Barry
4. I can't Believe It's Real
5. Climbing Devil's Tower
6. The Arrival of Sky Harbor
7. Night Siege
8. The Conversation
9. The Appearance of the Visitors
10. Resolution and End Titles
11. Theme from "Close Encounters of the Third Kind"†

De "Collector's Edition" van de film bevat de volgende nummers:
1. Opening: Let There Be Light
2. Navy Planes
3. Lost Squadron
4. Roy's First Encounter
5. Encounter at Crescendo Summit
6. Chasing UFOs
7. False Alarm
8. Barry's Kidnapping
9. The Cover-Up
10. Stars and Trucks
11. Forming The Mountain
12. TV Reveals
13. Roy and Gillian on the Road
14. The Mountain
15. "Who Are You People?"
16. The Escape
17. The Escape (alternate cue)
18. Trucking
19. Climbing The Mountain
20. Outstretch Hands
21. Lightshow
22. Barnstorming
23. The Mothership
24. Wild Signals
25. The Returnees
26. The Visitors / "Bye" / End Titles: The Special Edition

### Het origineel vs. de Special Edition vs. de Director's Cut
De bioscoopversie werd onder druk van filmstudio Columbia Pictures eerder uitgebracht dan Spielberg wilde. Daarom vroeg Spielberg na het uitbrengen van de film of hij een nieuwe versie mocht maken waarvoor nieuwe scènes werden opgenomen. Columbia Pictures ging hiermee akkoord, maar op voorwaarde dat het publiek aan het einde van de film de binnenkant van het moederschip mocht zien. Spielberg ging hiermee akkoord en zodoende werd Close Encounters of the Third Kind: The Special Edition uitgebracht in 1980.
In vergelijking met het origineel uit 1977 zijn de volgende veranderingen aangebracht:
- Storende scènes (zoals de lange sequentie van Neary die via los materiaal uit zijn achtertuin in zijn huis probeert Devils Tower na te maken) zijn verwijderd.
- Aan het einde wordt de toeschouwer meegenomen in het ruimteschip zelf: een soort buitenaardse kathedraal met kolommen van licht en vreemde machines.
- Het vreemde, obsessieve gedrag van Neary wordt beter geduid.
- Meer bewijzen van UFO's worden getoond in de film, zoals de tanker die ineens midden in de Gobiwoestijn verschijnt.
- De door R. Cobb voor de Special Edition ontworpen speciale effecten zijn uitgebreider.
- De rol van François Truffaut als de Franse wetenschapper is ruimer uitgewerkt.

Spielberg heeft in de loop der jaren echter spijt gekregen van het laten zien van de binnenkant van het moederschip en heeft daarom in 1998 een Director's Cut uitgebracht, waarbij de scène er weer uitgehaald werd. Ook andere scènes werden aangepast.
Alle drie de versies werden ter gelegenheid van de 30ste verjaardag van de film in 2007 uitgebracht op zowel Dvd als Blu-ray.

### Uitgave en ontvangst
De film had tijdens de zomer van 1977 uit moeten komen, maar de première werd uitgesteld naar november.
Bij de uitgave werd Close Encounters een groot commercieel succes in de bioscopen. In 1977 bracht de film in totaal $288 miljoen op, daarmee werd het Columbia Pictures' succesvolste film tot dusver. Jonathan Rosenbaum omschreef de film als "the best expression of Spielberg's benign, dreamy-eyed vision." A.D. Murphy van Variety gaf de film een positieve beoordeling, maar vond dat de film wel de warmte en menselijkheid van George Lucas' Star Wars miste. Pauline Kael noemde de film op z’n best een kinderfilm. Jean Renoir vergeleek Spielbergs film met Jules Verne en Georges Méliès. Ray Bradbury noemde het de beste sciencefictionfilm ooit.
Op Rotten Tomatoes geeft 95% van de recensenten de film een goede beoordeling. Samen met Star Wars and Superman leidde Close Encounters tot een heropleving van het sciencefictiongenre in de filmindustrie.

## Prijzen en nominaties
In 1978 werd Close Encounters genomineerd voor 9 Academy Awards, waarvan er 2 werden gewonnen:
- Beste cinematografie (Vilmos Zsigmond) – gewonnen
- Special Achievement Award (Frank E. Warner) – gewonnen
- Beste vrouwelijke bijrol (Melinda Dillon)
- Beste artdirection
- Beste regisseur
- Beste visuele effecten
- Beste montage
- Beste originele muziek
- Beste geluid

De film won nog 9 andere prijzen:
- 3 Saturn Awards
- De BAFTA Award voor beste productieontwerp
- De Premi David di Donatello voor beste buitenlandse film
- De Golden Screen
- De Grammy Award voor Best Album of Original Score Written for a Motion Picture or Television Special
- De Golden Reel Award voor beste geluidsmontage
- De Special Citation van de Motion Picture Sound Editors

De film kreeg de volgende erkenning door het American Film Institute:
- AFI's 100 Years... 100 Movies - #64
- AFI's 100 Years... 100 Thrills - #31
- AFI's 100 Years of Film Scores - genomineerd
- AFI's 100 Years... 100 Cheers - #58
- AFI's 100 Years... 100 Movies (10th Anniversary Edition) - genomineerd
- AFI's 10 Top 10 – genomineerde sciencefictionfilm